# Oberägeri
Oberägeri é uma comuna da Suíça, no Cantão Zug, com cerca de 4.982 habitantes. Estende-se por uma área de 36,2 km², de densidade populacional de 138 hab/km². Confina com as seguintes comunas: Einsiedeln (SZ), Feusisberg (SZ), Hütten (ZH), Menzingen, Rothenthurm (SZ), Sattel (SZ), Unterägeri.
A língua oficial nesta comuna é o Alemão.